# Zuidelijk dwergblauwtje
Het Zuidelijk dwergblauwtje (Cupido osiris) is een vlinder uit de familie van de Lycaenidae (kleine pages, vuurvlinders en blauwtjes), uit de onderfamilie van de Polyommatinae (blauwtjes). De wetenschappelijke naam is voor het eerst gepubliceerd in 1829 door Johann Wilhelm Meigen.

## Verspreiding
De soort komt voor in delen van Zuid-Europa, Turkije, Armenië en Kirgizië.

## Vliegtijd
Afhankelijk van de plaats en de hoogte zijn er één of twee generaties. Als er sprake is van één generatie vliegt de vlinder van eind mei tot in juli. Als er twee generaties zijn vliegt de eerste generatie van eind april tot eind juni en de tweede generatie van eind juli tot begin september. De tweede generatie kan afhankelijk van de omstandigheden partieel zijn of zelfs geheel ontbreken. De ontwikkeling van rups tot vlinder is dan niet optimaal waardoor slechts een deel van de rupsen uitgroeit tot een vlinder en de overige rupsen dit pas het volgend voorjaar doen.

## Waardplanten en levensloop
De rups leeft op Onobrychis viciifolia, Onobrychis montana,  Onobrychis saxatilis en Onobrychis ebenoides. De eitjes worden op de bloemen gelegd waar de rupsen later van eten. Overwintering vindt plaats als rups. De rups wordt bezocht door de mier Lasius alienus.